# Венеца (кряж)
Венеца (або Белоградчецький Венець) — гірська гряда в Північно-Західній Болгарії, Західних Передбалкан, Видинської області, яка простягається з півночі на південь.
Гірська гряда Венеца піднімається у внутрішній структурній смузі Західного Передбалкана, уздовж її північного та східного подніжжя проходить кордон між Передбалканськими і Балканським горами. Північ і північний захід досягає долини річки Арчар і пониззя правого притоку Салашки. На схід і північний схід, крутими схилами, спускається до Дунайської рівнини, і тут вона проходить кордоном між Західним Передбалканом і Західною Дунайською рівниною. На південь від села Дибравка, низьким сідлом (560 м) з'єднується з гірським хребтом Ведерник, а на схід — долиною річки Стакевська (ліва притока Лома), що межує між двома хребтами.
Довжина кряжа з півночі на південь 15-16 км, а найбільша його ширина досягає 8 — 9 км. Його максимальна висота — вершина Каренева Лівада (903,6 м), розташована в центральній частині, в 1 км на схід від міста Белоградчик.
Висота кряжа має висоту понад 800 м. Кряж — моноклін, залишок глибоко оголеної білоградчицької антикліналі. Він побудований з тріасового пісковика і конгломератів і вапняку. Існує багато карстових форм — печери (Врелото, Лепеница та інші). Північно-західні частини дають початокі правим притокам річки Салашка і Арчар, а південні — лівими притокам р. Скомля, яка протікає на північний схід через Дунайську рівнину і впадає в Дунай.
Клімат помірно континентальний з відносно холодною зимою і прохолодним літом. Ґрунти переважно сірі лісові, схили зарослі дубовими лісами і чагарниками з грабу і ясена
Містечко Белоградчик і село Гранитово розташовані в центрі пагорба, по периферії — села Белла, Боровиця, Варбовчець, Орешець, Дабравка, Орешец, Сливовик і Яньовець.
Від села Бела на півночі до Белоградчика на півдні, а потім на схід уздовж річки Стакевська до гирла річки Лом загальною протяжністю 30,1 км проходить ділянка дороги № 102 дорожньої мережі Белла — Белоградчікской — Монтана.
У північно — східній частині підніжжя кряжа від Гара-Орешеця до міста Димово проходить ділянка маршруту залізничної лінії Мездра — Враца — Видин
Кряж Венеца славиться своїми чудовими скельними утвореннями, найвідомішими з яких є відомі і неймовірно красиві Белоградчицькі скелі, розташовані на захід і південний захід від міста Белоградчик.

## Топографічна карта
- Аркуш карти K-34-10 Видин. Масштаб: 1 : 100 000. Стан місцевості на 1971 р. Видання 1977 р. (рос.)
- Аркуш карти K-34-22. Масштаб: 1 : 100 000. Видання 1974 р. (рос.)